# Río Ubierna
El río Ubierna es un río de España, un afluente del río Arlanzón, a su vez afluente del río Arlanza. Nace en el Páramo de Masa, cerca de la localidad de Masa. Discurre íntegramente por la provincia de Burgos durante unos 50 km.
Recorre los municipios de Merindad de Río Ubierna, Quintanaortuño, Quintanilla Vivar, Sotragero y Alfoz de Quintanadueñas. Desemboca en el Arlanzón cerca de la localidad de Villalonquéjar, término municipal de Burgos.

## Toponimia
Su nombre proviene de la principal localidad que recorre, Ubierna.

## Nacimiento
Como ocurre en la mayoría de los ríos que nacen en zonas calizas y, por tanto, de alta porosidad, el Ubierna no tiene un solo alumbramiento, sino que se surte de numerosas surgencias próximas entre sí. En ellas destacan dos:
- La Cueva. De origen cárstico. Se encuentra en terrenos de la empresa de explosivos del Páramo de Masa. La visita requiere el permiso pertinente.
- La Poza. Situada en la localidad de Quintanilla.

Existen otras fuentes pero de menor importancia, que sólo adquieren cierto relieve en épocas de fuertes precipitaciones o rápidos deshielos, como la famosa Fuente Maján, situada a dos kilómetros al oeste de Quintanilla y donde la tradición sitúa un pueblo desaparecido que se llamó Maján, o la Cueva Rulladera, en el término de Valdemiguel.

## Afluentes
Por su margen derecha:
- Arroyo de Fuentemaján.

Por su margen izquierda:
- Río Rioseras. Es el que aporta mayor caudal. Se une con el Ubierna en la localidad de Vivar del Cid.
- Río de la Hoz. Proviene del desfiladero de Peñahorada.
- Arroyo Jordán.

## Características
Se trata de un río que lleva poco caudal en verano, pero que ve aumentando notablemente su caudal en invierno, que llega a desbordarse cada pocos años.

## Descripción de Sebastián Miñano (1826)
Toma su nombre de la localidad de Ubierna, situado a 3 leguas al norte de Burgos, y baja serpenteando por los pueblos de San Martín de Ubierna, Quintanaortuño, Sotopalacios, Vivar del Cid, Villarmero y otros, hasta desaguar en Villalonquéjar en el Arlanzón, que baña a Burgos, introduciéndose en él por su margen derecha, antes de bañar Tardajos. En Villalonquéjar destaca el Puente de Villalonquéjar, de origen romano, que atraviesa el Ubierna.